# Cá vàng sao chổi

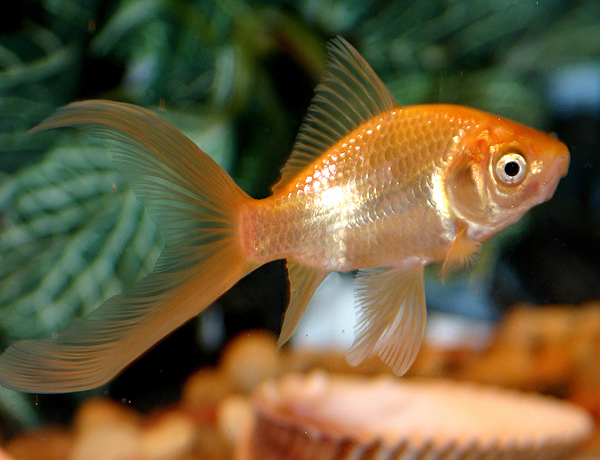
Cá vàng sao chổi

Cá vàng sao chổi (tên tiếng Anh: Comet Goldfish hay Swallowtail) là một giống cá vàng có nguồn gốc từ châu Mỹ và châu Âu, chúng được sinh sản lần đầu tiên tại Mỹ và châu Âu. Đây là một giống cá vàng đẹp và nhanh nhẹn.

## Đặc điểm

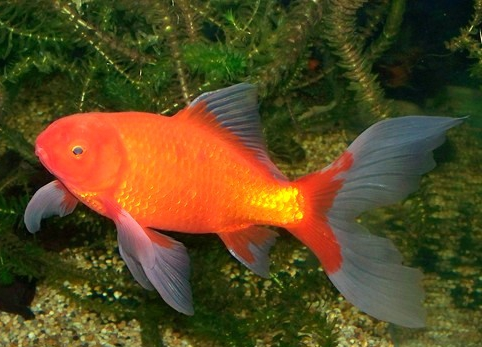
Cá vàng sao chổi

Cá nhanh nhẹn, màu sắc tươi sáng với vây đuôi cao. Màu sắc hiện diện trên các vây. Màu sắc của chúng có cả màu kim loại và đốm biến thiên trong các màu đỏ, trắng, cam, vàng, nâu và đốm đen. Chiều dài thùy trên của vây đuôi > ¾ chiều dài cơ thể. Thân hình dài và ốm, hình dáng mềm mại. Kích thước 36 cm, chiều dài cơ thể 7,5 cm, chiều cao bằng 3/7-3/8 chiều dài. Chúng có một vây lưng cao, chia thùy sâu và vây đuôi hẹp. Chúng có những thùy đuôi trông giống cây kéo đang mở với vẩy màu kim loại. 

## Tập tính
Một con Comet cần 30-40 galon nước (khoảng 70-130 lít). Có thể thiết kế hồ với đá, sỏi và một số cây. Cá chịu được độ biến thiên cao 0,5-33oC, pH 6,8-7,2; dH 2-12. Nên cung cấp nguồn ánh sáng giống như ánh sáng tự nhiên. Comet bơi nhanh nhất trong các loại cá vàng, vì thế chúng sống ở tất cả các tầng nước. Chúng ăn tạp, sinh sản rất dễ sinh sản trong hồ, có thể đẻ trên 1000 trứng. Cá con nở sau 5-6 ngày và màu sắc phát triển sau 6-8 tuần. Tuổi thọ chúng trên 20 năm. 